# أبو بكر الماس
أبو بكر الماس (بالإنجليزية: Abubakar Al-Mass)؛ مواليد 1 يوليو 1955 في جمهورية اليمن الديمقراطية الشعبية، عدن، هو لاعب كرة قدم يمني لعب لنادي التلال ومنتخب اليمن لكرة القدم كمهاجم.

## روابط خارجية
- أبو بكر الماس على موقع ناشيونال فوتبول تيمز (الإنجليزية)